# Klaus Kugel

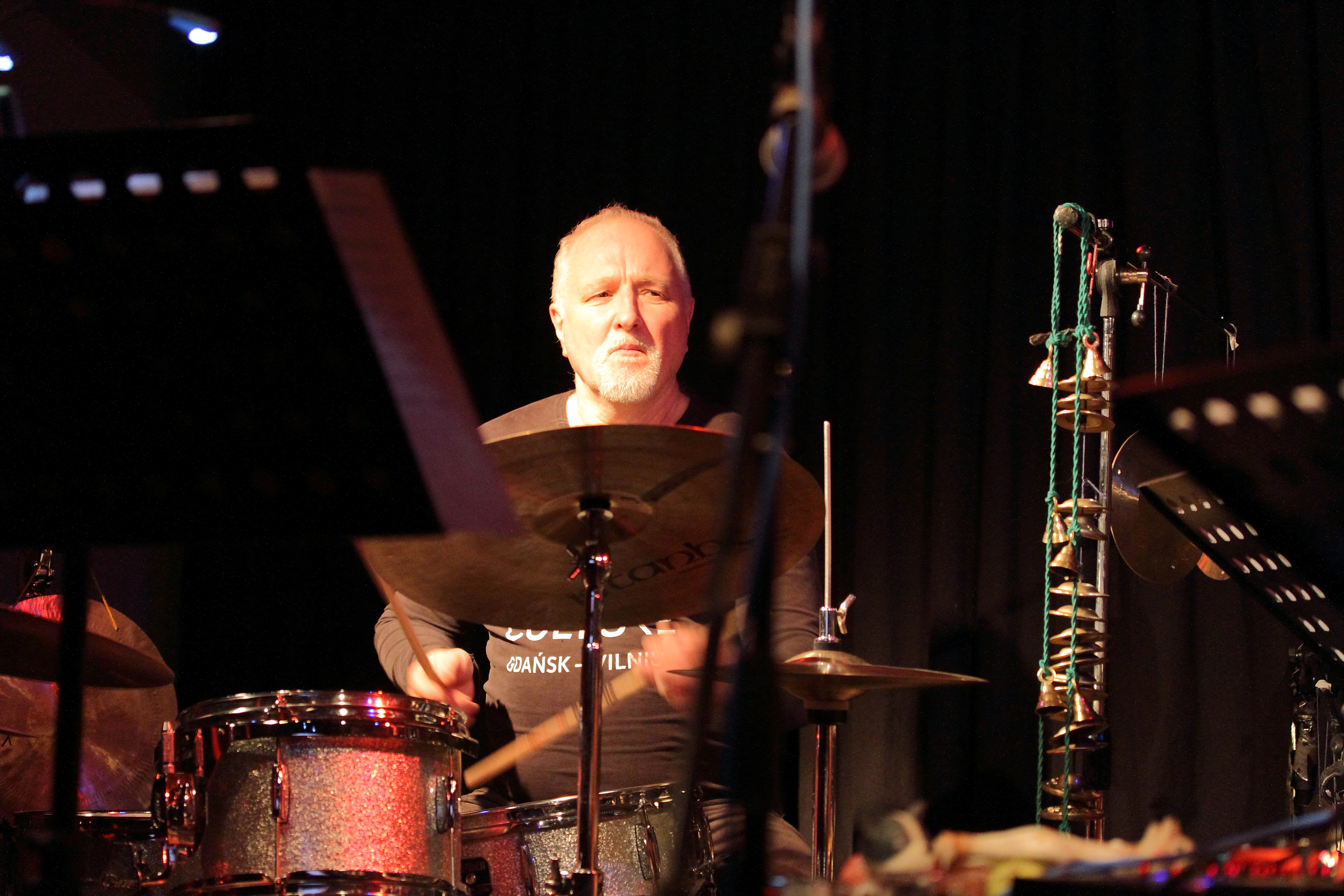
Klaus Kugel im Club W71, 2018

Klaus Kugel (* 6. Juli 1959) ist ein deutscher Jazzmusiker (Komponist und Schlagzeuger) des Modern Creative Jazz.

## Leben und Wirken
Kugel wurde an der Münchener Jazzschule ausgebildet. Zunächst gehörte er mit Dizzy Krisch und Klaus Roggors der Gruppe Nightwork an. Dann arbeitete er als Studiomusiker und mit Musikern der Kölner Szene wie Reiner Winterschladen, Roger Hanschel, Christian Ramond, Dieter Manderscheid sowie Christian Bollmann. 1986 wurde er Mitglied des Michel Pilz/Itaru-Oki-Quartetts. Seit 1989 arbeitet er gemeinsam mit dem litauischen Saxophonisten Petras Vyšniauskas in verschiedenen internationalen Formationen, seit 1994 gehört er zum Quartett von Theo Jörgensmann (Snijbloemen, 1999). 
Weiterhin hat Kugel mit Musikern wie Tomasz Stańko, Zbigniew Namysłowski, Perry Robinson, Wolter Wierbos, Charlie Mariano, Karl Berger, Steve Swell (5000 Poems, 2009), Robert Dick, Arkady Shilkloper, Sirone, Burton Greene, Vijay Iyer, John Lindberg, Herb Robertson, Paweł Postaremczak, Wacław Zimpel, Elma Kais oder Bobby Few gearbeitet. Seit 1999 ist er mit Petras Vysniauskas Mitglied im Ganelin Trio Priority von Vyacheslav Ganelin. Er war 2007 und 2008 u. a. mit Charles Gayle, Roy Campbell, Hilliard Greene und Jemeel Moondoc auf Tournee. Mit Ken Vandermark und Mark Tokar bildete er das Trio The Escalators, ein weiteres Trio 2020 mit Steve Swell und Mark Tokar (For the People of the Open Heart, 2023) und mit Ramond, Winterschladen, Michel Pilz und Frank Paul Schubert das Yamabiko Quintet (Album 2022). Mit Roby Glod und Christian Ramond nahm Kugeldas Album No Toxic auf. Mit Pilz, Schubert und Stefan Scheib entstand zudem der Livemitschnitt Live at FreeJazzSaar 2019 (2024).